# 脉搏

脉搏（英語：pulse）或脉跳，即动脉搏动，其成因是每次心室收缩向主动脉搏送血液的同时，伴随的外周动脉有节奏地跳动。以触诊的方法可感知浅在动脉的搏动。
心搏又称心跳，即心脏搏动，是心脏因心肌收缩与舒张所呈現的跳动。在正常情況下，心搏与脈搏的頻率相同、波形相似；但在病态下，每次的心脏收缩不一定能每次都产生可触摸到的动脉搏动。
人體循環系統由心臟、血管、血液所組成，負責人體氧氣、二氧化碳、養分及廢物的運送。血液經由心臟的左心室收縮而擠壓流入主動脈，隨即傳遞到全身動脈。動脈為富有彈性的結締組織與肌肉所形成管路。當大量血液進入動脈將使動脈壓力變大而使管徑擴張，在體表較淺處動脈即可感受到此擴張，即所謂的脈搏。
脈搏通常與心跳的速率一致，可藉由觸摸腕部之橈動脈量測脈搏速率，亦可在喉頭兩側觸摸到頸動脈脈搏。脈搏因動脈收縮和舒張所產生。
各年齡層（不包括規律運動鍛鍊的人）脈搏次數的正常值（單位：次/分）：
- 新生兒期   130－150
- 嬰兒期     125－135
- 幼兒兒童期 65－105
- 青少年期   65－100
- 成年期     60－100
- 老年期     60－100